# Vexilla
Vexilla es un género de caracoles de mar, moluscos gastrópodos marinos de la familia Muricidae, conocidos como caracoles de roca.

## Especies
Las especies dentro del género Vexilla incluyen a:
- Vexilla taeniata (Powis, 1835)[2]
- Vexilla variabilis (Deshayes, 1863)[3]
- Vexilla vexillum (Gmelin, 1791)[4]